# Elena Souliotis
Elena Souliotis (in greco Έλενα Σουλιώτη?) (Atene, 28 maggio 1943 – Firenze, 4 dicembre 2004) è stata un soprano greco.

## Biografia
Di origini greche e russe, all'età di cinque anni si trasferisce con la famiglia a Buenos Aires, dove inizia lo studio del canto privatamente con Alfredo Bontà, Jascha Galperin e Bianca Lietti. Nel 1962 si reca a Milano dove studia con Mercedes Llopart e nel 1964 debutta al Teatro San Carlo di Napoli come Santuzza.
L'anno successivo in ottobre è all'Opera di Chicago come Elena in Mefistofele,  iniziando poi ad apparire nei maggiori teatri internazionali nel repertorio di soprano drammatico.
Il 3 novembre 1968 debutta nel Regno Unito al Drury Lane di Londra con Nabucco, mentre l'esordio alla Royal Opera House è del 1969 con Macbeth. Nel 1970 dovrebbe esordire al Metropolitan Opera, ma uno sciopero protrattosi per diversi mesi le impedisce di esibirsi.
Benché dotata di notevoli qualità vocali, già a partire dai primi anni settanta accusa segni di declino, ritirandosi nel 1976 dopo un concerto alla Carnegie Hall.
Nel 1979 ritorna sulle scene in ruoli di comprimario incentrati sulla tessitura mezzosopranile, ritirandosi definitivamente nel 2000. Muore all'età di 61 anni a causa di un attacco cardiaco.

## Repertorio
| Ruolo                | Titolo                      | Autore     |
| -------------------- | --------------------------- | ---------- |
| Alaide               | La straniera                | Bellini    |
| Norma                | Norma                       | Bellini    |
| Elena                | Mefistofele                 | Boito      |
| Contessa             | La dama di picche           | Čajkovskij |
| Loreley              | Loreley                     | Catalani   |
| Anna Bolena          | Anna Bolena                 | Donizetti  |
| Santuzza Mamma Lucia | Cavalleria rusticana        | Mascagni   |
| Margherita           | Guglielmo Ratcliff          | Mascagni   |
| Donna Elvira         | Don Giovanni                | Mozart     |
| Susanna              | Chovanščina                 | Musorgskij |
| Gioconda             | La Gioconda                 | Ponchielli |
| Babulenka            | Il giocatore                | Prokof'ev  |
| Fata Morgana         | L'amore delle tre melarance | Prokof'ev  |
| Manon Lescaut        | Manon Lescaut               | Puccini    |
| Floria Tosca         | Tosca                       | Puccini    |
| Minnie               | La fanciulla del West       | Puccini    |
| La zia principessa   | Suor Angelica               | Puccini    |
| Abigaille            | Nabucco                     | Verdi      |
| Lady Macbeth         | Macbeth                     | Verdi      |
| Luisa Miller         | Luisa Miller                | Verdi      |
| Leonora              | Il trovatore                | Verdi      |
| Amelia               | Un ballo in maschera        | Verdi      |
| Leonora di Vargas    | La forza del destino        | Verdi      |
| Aida                 | Aida                        | Verdi      |
| Desdemona            | Otello                      | Verdi      |
| Francesca            | Francesca da Rimini         | Zandonai   |

## Discografia
| Anno | Titolo Ruolo                     | Cast                                                          | Direttore            | Etichetta                              |
| ---- | -------------------------------- | ------------------------------------------------------------- | -------------------- | -------------------------------------- |
| 1965 | Nabucco Abigaille                | Tito Gobbi, Carlo Cava, Bruno Prevedi                         | Lamberto Gardelli    | Decca                                  |
| 1966 | Cavalleria rusticana Santuzza    | Mario Del Monaco, Tito Gobbi, Anna Di Stasio                  | Silvio Varviso       | Decca                                  |
| 1967 | Norma                            | Mario Del Monaco, Fiorenza Cossotto, Carlo Cava               | Silvio Varviso       | Decca                                  |
| 1970 | Anna Bolena                      | Nicolai Ghiaurov, John Alexander, Marilyn Horne               | Silvio Varviso       | Decca                                  |
| 1971 | La Straniera Alaide              | Veriano Luchetti, Ugo Savarese, Elena Zilio                   | Olivero de Fabritiis | Opera Depot (Live-Catania, 25/02/1971) |
|      | Macbeth Lady Macbeth             | Dietrich Fischer-Dieskau, Nicolai Ghiaurov, Luciano Pavarotti | Lamberto Gardelli    | Decca                                  |
| 1991 | Suor Angelica La zia principessa | Mirella Freni, Ewa Podleś, Barbara Frittoli                   | Bruno Bartoletti     | Decca                                  |